# Peter Baumgartner (Fußballspieler)
Peter Baumgartner (* 12. Mai 1966) ist ein ehemaliger slowakischer Fußballspieler.

## Vereinskarriere
Baumgartner begann mit dem Fußballspielen beim damaligen tschechoslowakischen Zweitligisten SH Senica. Zur Saison 1986/87 wechselte er zum Erstligisten RH Cheb, um dort seinen Wehrdienst abzuleisten.
Am 7. September 1986 debütierte Baumgartner in der höchsten tschechoslowakischen Spielklasse, als er bei der 0:2-Niederlage seiner Mannschaft gegen Sparta Prag für Stanislav Lieskovský eingewechselt wurde. Er kam auch am folgenden fünften Spieltag beim 1:0-Erfolg gegen TJ Vítkovice zum Einsatz, allerdings sollte diese Begegnung sein letztes Pflichtspiel für Cheb bleiben.
Im Sommer 1987 wechselte Baumgartner zu Dukla Banská Bystrica, um dort sein zweites Wehrdienstjahr zu verbringen. In Banská Bystrica bestritt der Slowake immerhin drei Spiele von Beginn an, davon allerdings keines über die vollen 90 Minuten. Nach der Saison kehrte er zu seinem Stammverein nach Senica zurück, ging aber schon in der Winterpause zum Ligakonkurrenten ZVL Žilina. Hatte er in der Hinrunde noch mit einem Tor zum 2:1-Sieg Senicas über Žilina beigetragen, so traf er im Rückspiel auf Seiten von Žilina, das 2:0 gewann. Nach zwei Jahren in Žilina kehrte Baumgartner im Jahr 1991 zu SH Senica zurück.